# Perityle vigilans
Perityle vigilans là một loài thực vật có hoa trong họ Cúc. Loài này được Spellenb. & A.M.Powell mô tả khoa học đầu tiên năm 1990.